# Šupljak
Šupljak (Hongaars: Ludas) is een plaats in Servië in de autonome provincie Vojvodina. De plaats is gelegen in de nabijheid van Subotica en maakt ook deel uit van die gemeente.
De meerderheid van de bevolking behoort tot de Hongaarse minderheid in Servië.
In 2002 verklaarden 1.146 personen van de 1.310 inwoners etnisch Hongaar te zijn (87,48%).